# Roger Mears
Roger Mears (Wichita (Kansas), 24 maart 1947) is een voormalig Amerikaans autocoureur. Hij is een oudere broer van viervoudig Indianapolis 500 winnaar Rick Mears en vader van huidig Nascar-coureur Casey Mears.

## Carrière
Mears reed tussen 1979 en 1984 dertig Champ Car races. Hij haalde drie keer een vierde plaats in een race, op de Mid-Ohio Sports Car Course in 1980 en tijdens het seizoen van 1982 op de Atlanta Motor Speedway en de Riverside International Raceway. Hij werd dat jaar negende in het eindklassement. Mears reed de Indianapolis 500 in 1982 en 1983, maar moest twee keer opgeven na een ongeval. Later in zijn carrière reed hij nog enkele races uit de NASCAR Craftsman Truck Series en beëindigde daarna zijn actieve carrière als autocoureur.